# ملعب القوة الجوية
ملعب القوة الجوية يقع في العاصمة العراقية بغداد في منطقة شارع فلسطين يتسع الملعب الخاص بنادي القوة الجوية لـ 6 الف متفرج وهو حاليا ملعب خاص بالمباريات المحلية للنادي فقط والبسيطة منها وتلعب مباريات الفريق الجماهيرية والمهمة في ملعب الشعب الدولي في بغداد الذي يتسع لـ 35 الف متفرج وملعب القوة الجوية من الملاعب التي انشئت من قبل الهيئة الإدارية للنادي دون أي تدخل حكومي بعد 2003 وقام ببناء الملعب في عهد رئيس النادي السابق سمير كاظم صاحب الفكرة. وهناك عده قاعات وملاعب ثانوية خاصه بالنادي منها ملعب مجاور للملعب الرئيسي داخل النادي وهو خاص بالفريق الشبابي والاخر اصغر بقليل خاص بالفئات العمرية والاخر الملعب الثانوي للفريق الأول وهو من الأرض الشعبية الاصطناعية. لون الملعب الحالي ازرق إلى سمائي.